# São Domingos de Pombal
São Domingos de Pombal, o anche soltanto São Domingos, è un comune del Brasile nello Stato del Paraíba, parte della mesoregione del Sertão Paraibano e della microregione di Sousa.